# Isopséphie
L'isopséphie est l'attribution d'une valeur numérique aux mots selon les lettres qui les composent, basée sur le fait que les nombres, dans certaines langues, sont exprimés par des lettres. « J'aime celle dont le nombre est 545. », écrit par exemple, en grec, un graffitiste amoureux à Pompéi.

## Étymologie du mot
Le mot « isopséphie » vient du grec ancien ἴσος / ísos (« égal ») et ψῆφος / psễphos (« caillou », « vote »). Originellement, il signifiait l'égalité des suffrages, ou des votes.

## Dans l'Antiquité
L'exemple le plus ancien remonte aux cunéiformes de la langue assyrienne à l'époque de Sargon II, dont la valeur numérique du nom aurait correspondu, selon une inscription, au nouveau rempart de Khorsabad, "pour faire proclamer son nom".
Au IIIe siècle avant notre ère, Apollonios de Perga est atteint d'une véritable fièvre isopséphique, donnant une méthode pour calculer la valeur d'un vers d'Homère non pas seulement en additionnant les lettres qui le composent mais en les multipliant. Quand on ne disposait pas des chiffres arabes (en fait indiens, transmis à l'Occident par les musulmans arabo-persans), cela n'allait pas de soi.
Au Ier siècle de notre ère, Léonidas d'Alexandrie est un spécialiste du genre, écrivant des quatrains dont les vers sont de « valeur numérique équivalente ». Artémidore de Daldis, son contemporain, donne diverses équivalences numériques utiles à l'interprétation des rêves dans son unique livre, l'Onirocriticon. Le latin Suétone rapporte le triste souvenir laissé par Néron, dont le nom en grec (1005) équivaut, dans cette langue, à « il a tué sa propre mère » (1005), ce qui n'est pas sans rapport avec le "chiffre de la bête", 666, dans l'Apocalypse. Aulu-Gelle parle d'un livre qu'il a reçu dans lequel il est question des vers « isopsèphes » de l'Iliade et de l'Odyssée. Citons enfin l'Anthologie palatine qui fait un jeu de mots sur le tyran Damagoras et la peste : ils ont le "même nombre" mais le premier est plus dur à supporter que la seconde.

## Dans la tradition pythagoricienne
Aristote reprochait au pythagoricien Eurytos de Tarente d'associer aux êtres vivants comme l'homme et le cheval des valeurs numériques les limitant (voir l'article dédié pour plus d'informations).
Il est possible de trouver un autre écho de cette tendance pythagoricienne dans les 153 poissons de la pêche miraculeuse à la fin de l'Évangile selon Jean (21, 11). On ne sait pas très bien quelle valeur avait un triangle de 17 points de côté (le 17e nombre triangulaire sans compter 0 étant 153, pour 17 points de côté) pour les pythagoriciens, mais il est possible que le récit soit un clin d'œil à la légende de Pythagore, celui-ci ayant deviné, sur le bateau qui le ramenait à Crotone, le nombre de poissons pris dans un filet.
Jérôme de Stridon, au IVe-Ve s., reproche au gnostique Basilide de vénérer Abrasax comme un dieu parce que la valeur de ce nom équivaut à 365 comme les jours de l'année.

## Dans l'épigraphie chrétienne
Le procédé est assez bien attesté dans l'épigraphie chrétienne. Dans un article qui fait le point de la question, on a montré que des inscriptions (dans au moins deux églises palestino-byzantines) sont aussi bâties sur le procédé de l'isopséphie réduite dont nous allons reparler plus loin.

## Dans l'herméneutique juive de la Bible
La guématrie (gematria, probablement du grec geometria) est l'une des trente-deux règles que les Sages d'Israël, selon une liste traditionnelle, utilisent pour interpréter la Torah. Elle est particulièrement répandue parmi les kabbalistes. Ces principes ont généralement pour but de relier deux passages bibliques pour les interpréter l'un par l'autre. La guématrie, en particulier, consiste à lire le mot comme un chiffre, et ce chiffre comme faisant allusion à quelque chose de bien précis qui n'apparaît pas au premier regard dans le texte, ou réciproquement. 
Ainsi les 318 serviteurs d'Abraham dans Gn 14, 14 seraient en fait un seul : Eliézer, serviteur d'Abraham selon Gn 15, 2, dont le nom a la valeur 318.

## Dans la Kabbale
La tradition kabbalistique connaît plusieurs systèmes d'équivalence entre les chiffres et les lettres. Moïse Cordovero, en 1548, en cite neuf (Pardess Rimonim, 30, 8). L'une d'elles est le « nombre petit », consistant à ramener à un nombre de 1 à 9 la valeur numérique d'un groupe de lettres. La tradition grecque atteste ce système à une époque relativement ancienne (voir ci-après).
Le premier exemple de "nombre petit" se trouve dans le Tiqqunei zohar, un ouvrage un peu postérieur au Sefer Ha Zohar. À propos du premier mot de la Bible בראשית ("au commencement"), il est dit que sa valeur est de 913 quand on additionne les lettres entre elles, mais que, si l'on ramène les dizaines et centaines à l'unité correspondante (selon le principe de la preuve par neuf), on arrive alors à 13. Or ce nombre est la valeur numérique de אחד, "un", utilisé au verset 3 du premier chapitre de la Genèse, pour désigner le "premier jour" ("jour UN"). Le texte, toutefois, se limite à la constatation que 13 est le nombre de mots entre les deux premières occurrences du mot "Dieu" (aux versets 1 et 3).

## De la Bible hébraïque à la Bible grecque: l'isopséphie réduite?

### L'isopséphie réduite
Dans la littérature grecque, comme le remarque le dictionnaire de Bailly, le mot πυθμην (puthmèn) peut avoir le sens technique de nombre réduit à l'unité, correspondant donc au "nombre petit" de la tradition juive. Le terme n'apparaît pas dans ce sens avant des écrits de l'école néo-pythagoricienne, d'après l'auteur chrétien de la Réfutation de toutes les hérésies au début du IIIe siècle, ainsi que Jamblique un siècle plus tard, et le néo-platonicien Proclos Diadoque, au Ve siècle, citant des auteurs du IIe au IVe siècle. Mais un raisonnement mathématique où interviennent les valeurs réduites des dizaines et des centaines est donné, à Alexandrie, par Apollonios de Perga dès la deuxième moitié du IIIe siècle av. J.-C., d'après une citation de Pappus d'Alexandrie au IIIe siècle apr. J.-C. (les références à ces auteurs figurent dans l'article cité, p. 230-231). Il ne semble donc pas que le sens technique du mot puthmèn provienne des doctrines arithmologiques (ou numérologiques) chères aux Pythagoriciens, mais plutôt que, au début de l'ère chrétienne, ceux-ci ont adopté une clef de calcul qui leur permettait de trouver dans les noms des dieux du panthéon grec des correspondances intéressantes. On lit par exemple dans le Theologoumena arithmeticæ, qui provient de l'école de Jamblique, un commentaire des dix premiers nombres où chaque dieu est rapproché d'un de ces nombres.

### Dans la Bible hébraïque et grecque
- Yhwh / κυριος : 26/800 = 8/8
- Elohîm / θεος : 86/284 = 5/5
- Qadosh / αγιος : 410/284 = 5/5
- halleluyâ / αινειτε κυριον dans le Ps. 146 1 (codex Sinaiticus) : 86/1031 = 5/5
- Dawid / δαυιδ : 14/419 = 5/5
- qohelet / εκκλησιαστου (Eccl. 1 1) : 535/1264 = 4/4
- anî / εγω : 61/808 = 7/7
- anokhî (toujours sans waw) / εγω ειμι : 81/873 = 9/9
- nefesh / ψυχη : 430/1708 = 7/7
- berêshît / γενεσις κοσμου (titre du codex Alexandrinus) : 913/1273 = 4/4
- kana‘an /  κανααν : 190/703  = 1/1

Ce travail de recherche d'équivalences est développé et détaillé sur le site http://www.ebior.org/ (dans les "Études particulières" de l'onglet "Bible").

## Dans la contreculture contemporaine
La contreculture néonazie utilise le procédé isopséphique. 88 est un signe de ralliement renvoyant au salut nazi, le H étant la huitième lettre de l'alphabet, 88 signifiant donc Heil Hitler. D'autres exemples contemporains pourraient sans doute être trouvés comme le nombre 18, repris par un groupe néonazi (Commando 18 ou C18); 18 formant les initiales d'Adolf Hitler (de plus 18 est égal à 6+6+6 où l'on retrouve le nombre de la Bête).
Le slogan ACAB (All Cops Are Bastards) est parfois remplacé par le nombre 1312, par correspondance avec les positions respectives de chaque lettre dans l'alphabet, faisant appel, par ce biais, à un procédé isopséphique.

## Sources
1. ↑  sens propre de isopséphie
2. ↑  Vie de Néron, ch. 39 : Neron = 1005 = idian metera apekteine (ΝΕΡΩΝ ΙΔΙΑΝ ΜΗΤΕΡΑ ΑΠΕΚΤΕΙΝΕ)
3. ↑  S. Verhelst, « L'isopséphie "réduite" à ‘Aïn Fattir et l'Hérodion (église nord) : Une hypothèse vérifiée », Revue biblique, 104 (1997), 223-236